# Selçuk Çebi
Selçuk Çebi (né le 3 juin 1982 à Trabzon) est un lutteur turc.

## Carrière politique
Il est candidat aux élections législatives turques de 2018 sous les couleurs du parti au pouvoir AKP.

## Palmarès

### Jeux olympiques
- participation aux Jeux olympiques d'été de 2012 à Londres

### Championnats du monde
- Médaille d'or en catégorie des moins de 80 kg en 2015
- Médaille d'or en catégorie des moins de 74 kg en 2010
- Médaille d'or en catégorie des moins de 74 kg en 2009
- Médaille d'argent en catégorie des moins de 74 kg en 2011

### Championnats d'Europe
- Médaille d'argent en catégorie des moins de 80 kg en 2014
- Médaille de bronze en catégorie des moins de 74 kg en 2009